# When Andrew Came Home
When Andrew Came Home of Taming Andrew (de naam in het Verenigd Koninkrijk) is een Amerikaanse televisiefilm uit 2000, geregisseerd door Artie Mandelberg.

## Verhaal
Een vrouw genaamd Gail wordt door de rechter gedwongen haar vijf jaar oude zoontje Andrew een paar dagen door te laten brengen bij zijn vader, Ted, waarvan Gail al een tijd is gescheiden. Ted en zijn nieuwe vriendin, Pattie, nemen Andrew derhalve mee voor het weekend, met de belofte dat ze hem zoals altijd op tijd terug zullen brengen.
Ted komt zijn belofte echter niet na en ontvoerd Andrew. De politie weigert Gail serieus te nemen, en doet niets.
Vijf jaar later zoekt Ted toch weer contact met Gail. Hij laat Gail en haar nieuwe echtgenoot, Eddie, naar een andere stad reizen met de belofte dat ze Andrew daar zullen ontmoeten. Hoewel Gail er weinig vertrouwen in heeft, gaat ze toch. Bij de afgesproken bushalte vindt ze inderdaad Andrew. Hij is vuil, en heeft geen bagage bij zich. Bovendien is hij sterk veranderd qua persoonlijkheid. Hij is stil, teruggetrokken, en weigert een woord los te laten over de vijf jaar dat hij bij zijn vader was.
Andrew blijft zich vreemd gedragen, en heeft moeite goed te presteren op school. Andrews gedrag maakt dat Eddie vreest voor het leven van de baby die hij en Gail hebben gekregen, en hij trekt met het kind een tijdje bij zijn moeder in.
Gail besluit Andrew van school te halen en hem thuis les te geven. Bovendien neemt ze hem een tijdje mee naar de boerderij van haar broer in de hoop dat een andere omgeving hem goed zal doen. Deze strategie werkt, en eindelijk bekend Andrew dat hij al die jaren door zijn vader en diens vriendin is mishandeld. Ted wordt gearresteerd, en schuldig bevonden.

## Rolverdeling
| Acteur            | Personage         |
| ----------------- | ----------------- |
| Park Overall      | Gail              |
| Jason Beghe       | Eddie             |
| Seth Adkins       | Andrew            |
| Lynne Deragon     | Joanne            |
| Craig Eldridge    | Jack              |
| Shannon Lawson    | Deena Drake       |
| Carl Marotte      | Ted               |
| Patrick Chilvers  | Officer Reston    |
| Jeff Clarke       | Mr. Kemper        |
| Stan Coles        | Dr. Burton        |
| Eve Crawford      | Janet Hilgarde    |
| Jean Daigle       | Officer Pearl     |
| Shane Daly        | Highway Cop       |
| Jake Goldsbie     | Carl Rudnick      |
| Bruce Gray        | Dr. Matthews      |
| Katie Lai         | Little Girl       |
| Bill Lake         | Desk Sergeant     |
| Evan Laszlo       | Young Andrew      |
| Joanne Reece      | Officer Warner    |
| Kim Roberts       | Margaret Granger  |
| Rhona Shekter     | Mrs. Rudnick      |
| Jared Wall        | Kid in Playground |
| Patricia Zentilli | Pattie            |
| Hugo Hardinge     | EJ                |
| Oliver Hardinge   | EJ                |

## Prijzen en nominaties
Seth Adkins kreeg in 2001 een nominatie voor de Young Artist Award in de categorie 'Best Performance in a TV Movie (Drama) - Leading Young Actor'

## Voetnoten
1. ↑  'When Andrew Came Home' awards page on IMDb